# وذمة العد الوردي المستديمة
وذمة العد الوردي المستديمة (بالإنجليزية: Persistent edema of rosacea)‏ أو داء موربيهان (بالإنجليزية: Morbihan's disease أو morbus Morbihan)‏ أو الوذمة اللمفية الوردية (بالإنجليزية: Rosaceous lymphedema)‏ أو الوذمة الحمامية الوجهية العليا المزمنة (بالإنجليزية: Chronic upper facial erythematous edema)‏ هي وذمة صلبة غير محفرة تظهر على أجزاء مختلفة مثل الجبهة ومنطقة المقطب والجفنين العلويين والخدين.

## الأعراض
ليس من المؤكد إن كانت وذمة العد الوردي المستديمة مرضا مستقلا أو من مضاعفات النادرة للعد الوردي، تسوء الوذمة على مدى أشهر أو سنوات مع التهاب مزمن.

## التشخيص
يتضمن التشخيص التفريقي الكشف عن حب الشباب والتهاب الهلل بالعقديات ومتلازمة ملكيرسون-روزنتال والتي لا تظهر فيها وذمة مشابهة، كما يجب إجراء التشخيص التفريقي عن أنواع العد الوردي الأخرى والذئبة الحمامية والغرناوية.

## العلاج
أغلب هذه الحالات متعندة للعلاج، كما أن العلاج بالمضادات الحيوية شائعة الاستعمال الموضعية والفموية غير فعال عموما. يستعمل آيزوتريتينوين عن طريق الفم وتستجيب الحالات جيدا لجرعة يومية مقدارها من 0.5 إلى 1 ملغ لكل كغم، لكن الاستجابة الدائمة لا تحصل عموما، لذلك توجد ضرورة لاستعمال التتراسيكلينات الفموية بالمداومة لفترة طويلة. يمكن إجراء عملية جراحية على جفن العين لأعراض تجميلية، لكن ذلك لن يؤثر على تقدم المرض.